# 李宗膺
李宗膺（?—?），陝西省漢中府城固縣人，清朝政治人物。
光緒十八年（1892年），参加壬辰科殿試，登進士二甲132名。同年五月，以主事分部学习。历任广东龙门县知县，升户部主事。